# 298 (szám)
A 298 (római számmal: CCXCVIII) egy természetes szám, félprím, a 2 és a 149 szorzata.

## A szám a matematikában
A tízes számrendszerbeli 298-as a kettes számrendszerben 100101010, a nyolcas számrendszerben 452, a tizenhatos számrendszerben 12A alakban írható fel.
A 298 páros szám, összetett szám, azon belül félprím, kanonikus alakban a 21 · 1491 szorzattal, normálalakban a 2,98 · 102 szorzattal írható fel. Négy osztója van a természetes számok halmazán, ezek növekvő sorrendben: 1, 2, 149 és 298.
A 298 négyzete 88 804, köbe 26 463 592, négyzetgyöke 17,26268, köbgyöke 6,67942, reciproka 0,0033557. A 298 egység sugarú kör kerülete 1872,38922 egység, területe 278 985,99401 területegység; a 298 egység sugarú gömb térfogata 110 850 435 térfogategység.